# Нітрянська Стреда
Нітрянська Стреда (словац. Nitrianska Streda) — село, громада округу Топольчани, Нітранський край. Кадастрова площа громади — 13.96 км².
Населення 735 осіб (станом на 31 грудня 2019 року).

## Історія
Нітрянська Стреда згадується 1278 року.

## Населення
| Рік:            | 1994. | 2004.    | 2014.   | 2024.   |
| --------------- | ----- | -------- | ------- | ------- |
| Кількість осіб: | 666   | 757      | 767     | 738     |
| Різниця:        |       | +13,66 % | +1,32 % | -3,78 % |

| Рік:            | 2023. | 2024.   |
| --------------- | ----- | ------- |
| Кількість осіб: | 741   | 738     |
| Різниця:        |       | -0,40 % |